# غيتا شتاينر
غيتا شتاينر (بالإنجليزية: Gitta Steiner)‏ هي ملحنة أمريكية، ولدت في 1932، وتوفيت في 1990.

## وصلات خارجية
- غيتا شتاينر على موقع ميوزك برينز (الإنجليزية)
- غيتا شتاينر على موقع ديسكوغز (الإنجليزية)